# Ołtarz Męki Pańskiej
|                              |                                                           |                                |
| Tryptyk Ukrzyżowanie         |                                                           |                                |
| Droga krzyżowa, 75 x 205 cm, | Ukrzyżowanie, 150 x 205 cm, St. Annenmuseum w Lubece 1491 | Zmartwychwstanie, 75 x 205 cm, |

Ukrzyżowanie – tryptyk niderlandzkiego malarza niemieckiego pochodzenia Hansa Memlinga. 
Tryptyk zamknięty przedstawia scenę Zwiastowania, na wewnętrznych skrzydłach znajdują się podobizny św. Błażeja, Jana Chrzciciela, św. Hieronima i św. Idziego. Po otwarciu, widzowi ukazuje się scena drogi krzyżowej po lewej stronie, sceny ukrzyżowania w środku, złożenie do grobu i zmartwychwstanie po prawej stronie. Dzieło powstało w 1491 roku (data widnieje na ramie) i zostało zamówione przez bankiera i kupca lubeckiego Heinricha Greverade z Nadrenii. W 1504 roku tryptyk został ustawiony w rodzinnej kaplicy w katedrze w Lubece. 
Scena Zwiastowania przy zamkniętym tryptyku została namalowaną techniką en grisaille, naśladującą rzeźbę, podobną do tej jaka została zastosowana w tryptyku Donne'a oraz gdańskim Sądzie Ostatecznym. Święci przedstawieni na obrazie byli zapewne patronami bractwa, do którego należał donator. 
Główna scena tryptyku przedstawia Ukrzyżowanie Chrystusa. W odróżnieniu od wcześniejszego o dwadzieścia lat obrazu Pasji z Turynu, kompozycja jest bardziej przemyślana, postacie bardziej wyreżyserowane, poszczególne epizody lepiej zaznaczone i przykuwające uwagę widza. Najbardziej wyeksponowana jest postać Jezusa, na którego wskazuje kapitan straży na koniu, Maria Magdalena klęcząca u dołu krzyża z teatralnie złożonymi dłońmi oraz włócznia przebijająca bok Chrystusa trzymana przez drugiego strażnika na koniu. Wszystkie trzy konie zostały przedstawione w różnych skrótach z zachowaniem perspektywy. U dołu obrazu Memling umieścił scenkę rodzajową przedstawiającą żołnierzy grających w kości o szaty Chrystusa. Po lewej stronie natomiast, zaraz pod ukrzyżowanym skazańcem widoczne są trzy głowy przedstawione portretowo. Do dziś nie wiadomo kim są portretowane postacie. 